# 施內施托克山
46°38′53″N 8°25′19″E / 46.64798°N 8.42185°E

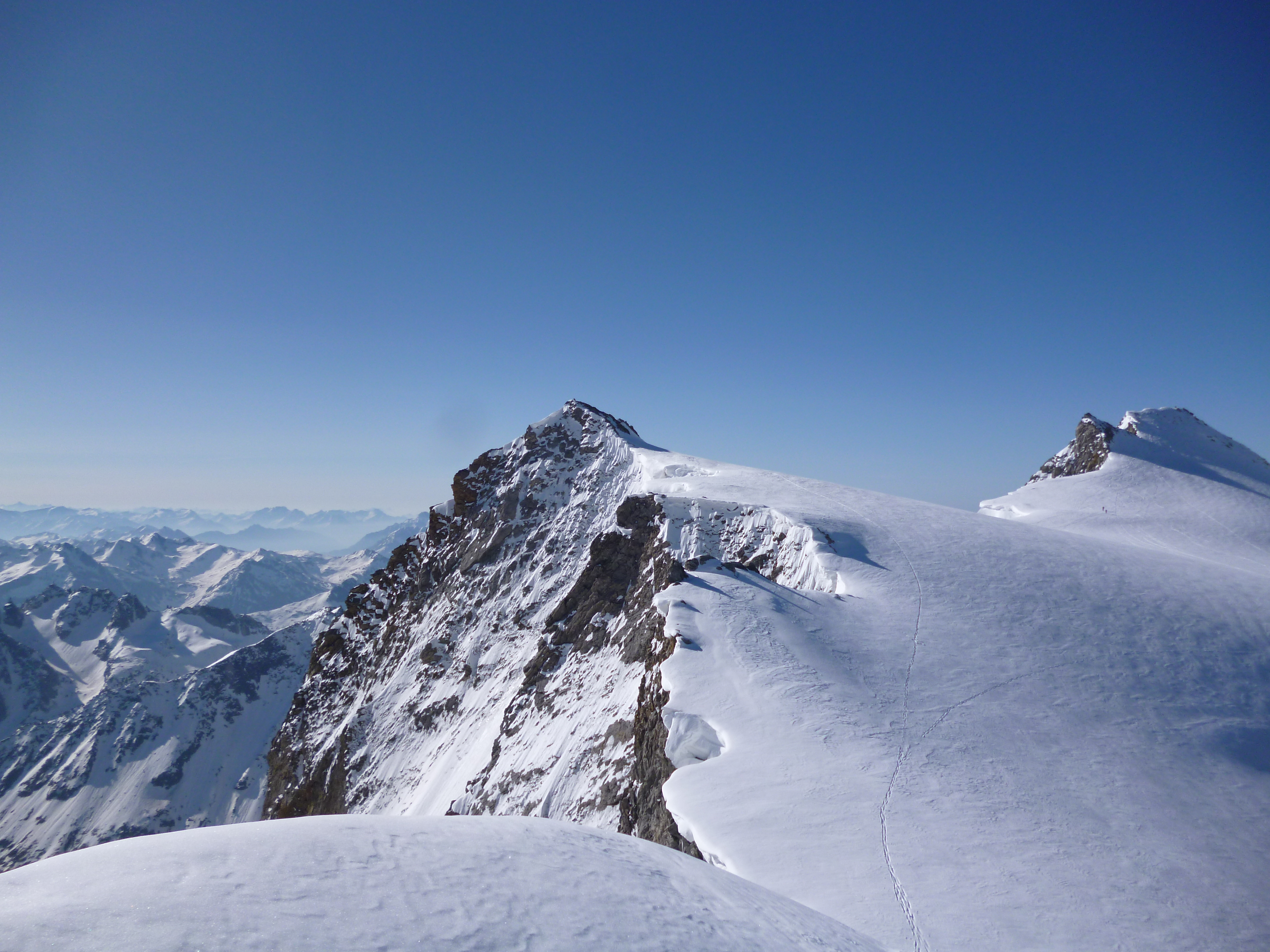

施內施托克山（Schneestock），是瑞士的山峰，位於該國中南部，處於瓦萊州和烏里州接壤的邊界，屬於烏里山的一部分，海拔高度3,608米，每年平均降雨量2,465毫米。